# JR四国6000系电力动车组
6000系是四国旅客铁道（JR四国）于1996年4月26日开始营运的直流电力动车组。

## 概要
为了取代本四备赞线（濑户大桥线）上老朽化的国铁113系电力动车组，1995年（平成7年）四国旅客铁道在日本车辆制造制造了3辆编组的6000系电力动车组。为了降低成本，JR四国在外部构造和主要机器上使用了和其他系列相同的产品。因此6000系可以和JR四国7000系电力动车组重联运用。
現在6000系主要用于予赞线（高松～松山）为主的普通·快速列车服务。

## 编组构造

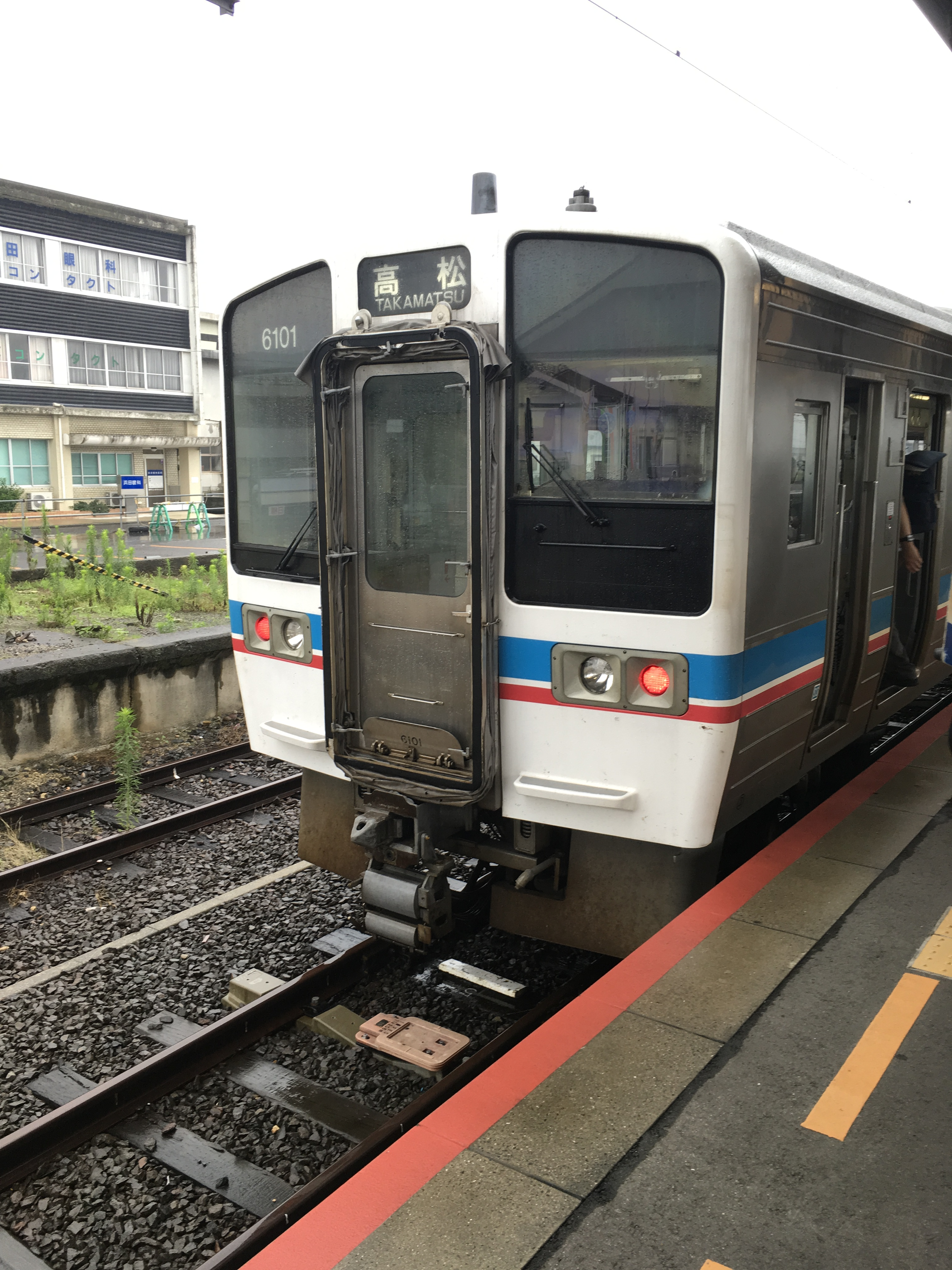
带三相连接器的6100形

每列车均由高松方向的6000形（Mc, 控制车，带电机）- 6200形（T, 附随車）- 6100形（Tc', 控制车）組成。MT比 1 : 2 (1M2T) 。。6100形一侧可以和7000系的控制车7100形 (Tc) 重联，运用中有 1M3T 的4辆編组。。

### 各形式详细说明
- 6000形 (Mc) 
带电机的控制车，定員131（座位数56）。共生产2辆(6001, 6002)。
装有受电弓・主变换装置・辅助電源装置。
是3辆編组中高松・冈山方向先头车。
- 6100形 (Tc') 
控制车，定員131（座位数56）。共生产2辆 (6101, 6102)。
是3辆編组中琴平・观音寺・松山方向先头车。
- 6200形 (T) 
附随車，定員136（座位数52）。共生产2辆 (6201, 6202)。
車端部有轮椅空间，设有厕所・“车长角落”（車掌コーナー）。地板下安装有空气压缩机(CP) 。
是3辆編组中的中间车。

## 车辆

### 外部车体
6000系采用了与日本国有铁道211系、213系电力动车组同样断面的不锈钢轻量构架。最前面为FRP材料。正面车窗周围为黑色，助手席侧（前进方向右侧）正面窗和213系相同。车顶上有电气绝缘材料。由于使用不锈钢车身，不必像普通钢制车身的列车那样为了防锈而全部涂上油漆，6000系只在正面和侧面窗户下面的位置涂上了亮蓝色+白色+红色的三条色带。。刚制造出厂时车身侧面印有「SERIES 6000　JR四国」标识， 车头驾驶室窗下有「JR SHIKOKU SERIES 6000」的logo。。
每节车厢顶部搭载有一台S-AU58型空调。

### 车内
因为运用路线无人站较多，为了方便车掌进出列车，设计时将驾驶室背后的空间扩大了一些。。另外，中间的附随车（6200形）也特别设置了“车长角落”（車掌コーナー）
另外在中间车（6200形）内部设有开关，可设置车辆只打开两节车厢的门，便于列车在短站台停车。
。
每节车厢每侧有3个乘客上下车用的车门，编组两端的车门由于驾驶室后方没用内藏门的空间使用了宽度950mm的单开门，其他车门均为宽度1300mm两开内藏门。。车门旁边安装有提供半自动门功能的开关门按钮。。

## 运用信息
全车都配属高松运转所。。
| ←高松方向琴平·松山方向→ |        |        |
| 6000形                  | 6200形 | 6100形 |

6000系除单独运行外，也可在6100型一侧连接一辆7000系7100型，以4节编组运行于快速“Sunport”服务。另外，由于本系列没有备用车，车辆故障以及检查时会用7000系3辆或7000系1辆+7200系2辆的3辆来替代。
目前运行区间：予讚線（高松～伊予西条）、土讚線（多度津～琴平）
曾经运行区间（1996-2000年、2016-2019年）：本四備讚線（冈山～宇多津）。2000年时，重新由从JR东日本转卖的113系代替，不用作濑户大桥线的普通列车，因此在本四备讚線的运行一度消失。之后，在2016年3月26日的时刻表修改后，再次恢复了观音寺到冈山的普通列车运行。但是，由于2019年3月16日的时刻表修改，观音寺以及琴平～冈山之间连接本州与四国的普通列车全部废止（本州一侧列车在儿岛站折返，四国一侧列车变更为前往高松），6000系列车在本四备讚線的运用再次消失。